# Your Feierabendbier
Your Feierabendbier war ein deutschsprachiger Podcast von den drei gebürtigen Quakenbrückern Jonas Kuhn, Ole Kamphaus und Max Schuhriemen. Die erste Folge wurde im April 2020 veröffentlicht, die vorerst letzte (Folge 260) im Mai 2025. Das Konzept bestand aus wöchentlichen 45 minütigen Folgen, in welchen die tagesaktuellen Themen und Geschichten aufgearbeitet werden sollten. Gerade das Alter der drei Podcast Hosts war hierbei entscheidend. Die Entwicklung von frischen Abiturienten zu berufstätigen jungen Männern skizziert die Szenerie von Your Feierabendbier.

## Entstehung
Die drei Protagonisten erklären in mehreren Folgen über ihre Entstehungsgeschichte auf. So heißt es, dass sie immer wieder zu dritt über die aktuellen Themen in der Welt diskutiert und sich die Frage gestellt hätten, ob es nicht andere Gleichaltrige gibt die sich die gleichen Fragen stellen würden. Während der Covid-19 Pandemie im Frühjahr 2020 wurde eine Pilotfolge, ohne professionelles Equipment aufgenommen, welches später die Folge 1 wurde. 

## Konzept
Das anfängliche Konzept von Your Feierabendbier sah vor, dass zu jeder neuen Folge eine neue Sorte Bier getestet und bewertet wurde. Bis zur 90 Folge hielte der Podcast dieses Konzept aufrecht. Danach, so heißt es in der Beschreibung, sei man nur noch das geistige Feierabendbier für den Kopf und zum abschalten. Diese Konzeptentwicklung lässt sich höchstwahrscheinlich auf die Entwicklung der drei als Persönlichkeiten zurückzuführen. In den darauffolgenden Staffeln und Folgen wurden immer wieder thematische Sonderfolgen aufgenommen. So gab es Sonderepisoden zu den Bundestagswahlen, Wahlen in den USA, politischen Krisen, dem Ukrainekrieg oder Sportereignissen wie dem Super Bowl. Des Weiteren wurden in den Sommermonaten Folgen im Rahmen einer Sommertour gedreht.
Auch Gäste wurden immer wieder Bestandteil des Podcastes. So waren diverse Freunde zu Folgen eingeladen worden. Anlässlich  des 4 jährigen Bestehens von Your Feierabendbier war der langjährige Kommentator des Eurovision Song Contestes (ESC) Peter Urban im Artland zu Gast. In der Folge 208 ‚‚Wir sind ja nicht irgendwie Hintertupfingen" erzählt der in Quakenbrück aufgewachsene Radiomoderator über Anekdoten rundum Quakenbrück, dem ESC und seiner Sportleidenschaft.